# Списак епизода серије Колбијеви

Колбијеви је америчка телевизијска сапуница која се првобитно емитовала на АБЦ-у од 20. новембра 1985. до 26. марта 1987. Продуцирао ју је Арон Спелинг и она је огранак серије "Династија" која је била најгледанија серија у сезони 1984-85 у САД. Серија "Колбијеви" врти се око друге богате, полифоне породице која је у сродству се породицом Карингтон и поседује велика вишенародна предузећа. У серији играју Чарлтон Хестон као милионер Џејсон Колби, Барбара Стенвик као његова сестра Констанц, Стефани Бичам као Џејсонова супруга Сабел и Џон Џејмс и Ема Самс у својим улогама из серије "Династија" Џеф Колби и Фалон Карингтон.
Серија Колби је имала лошу гледаност па је отказана после 2 сезоне и 49 епизода.

## Преглед
| Сезоне | Сезоне | Епизоде | Првобитно емитовање | Првобитно емитовање |
| Сезоне | Сезоне | Епизоде | Почетак емитовања   | Крај емитовања      |
| ------ | ------ | ------- | ------------------- | ------------------- |
|        | Увод   | 2       | 13. новембар 1985.  | 13. новембар 1985.  |
|        | 1      | 24      | 20. новембар 1985.  | 22. мај 1986.       |
|        | 2      | 25      | 24. септембар 1986. | 26. март 1987.      |

## Епизоде

### Увод (1985)
| Бр. еп. (укупно) | Бр. еп. (у сезони) | Наслов            | Редитељ       | Сценариста                                                        | Премијера          | Прод. код | Гледаност у САД-у (милиони) |
| --- | ------------------ | ----------------- | ------------- | ----------------------------------------------------------------- | ------------------ | --------- | --------------------------- |
| 123 | 6                  | "Титани (1. део)" | Роберт Ширер  | Синопсис: Едвард Де Бласио Сценарио: Дајана Гулд и Скот М. Хамнер | 13. новембар 1985. | DY-121    | 24.20                       |
| Блејк се спрема за долазак Колбијевих. Алексис и Декс су се вратили у Молдавију да спасу краља Галена. У међувремену, Кристал је за таоца узео Џоел у Делта Роу док је Рита заузела њено место у вили. |                    |                   |               |                                                                   |                    |           |                             |
| 124 | 7                  | "Титани (1. део)" | Ирвинг Џ. Мур | Синопсис: Едвард Де Бласио Сценарио: Дајана Гулд и Скот М. Хамнер | 13. новембар 1985. | DY-121    | 24.20                       |
| Декса је заробила молдавијска војска, а Алексис је прерушена у калуђерицу безбедно прешла границу. Адам је рекао Блејку да се оженио Клаудијом, а Блејк се толико разбеснео да му је одговорио да ће променити опоруку и да ће му по новој оставити 1 долар. Породица Колби је стигла у Денвер из Калифорније. Стивен се узнемирио кад је сазнао да је Рита/Кристал позвала Семи Џо да буде у вили Карингтонових. Џеф је приметио Фалон током пријема у вили. |                    |                   |               |                                                                   |                    |           |                             |

### 1. сезона (1985−86)
| Бр. еп. (укупно) | Бр. еп. (у сезони) | Наслов                 | Редитељ           | Сценариста                                                               | Премијера          | Гледаност у САД-у (милиони) |
| ---------------- | ------------------ | ---------------------- | ----------------- | ------------------------------------------------------------------------ | ------------------ | --------------------------- |
| 1                | 1                  | "Прослава"             | Џером Куртленд    | Вилијам Бест и Пол Хјусон                                                | 20. новембар 1985. | 22.30                       |
| 2                | 2                  | "Завера ћутања"        | Кертис Харингтон  | Синопсис: Денис Тарнер Сценарио: Вилијам Бест и Пол Хјусон               | 27. новембар 1985. | 19.30                       |
| 3                | 3                  | "Тренутак истине"      | Ненси Малон       | Вилијам Бест и Пол Хјусон                                                | 28. новембар 1985. | 13.00                       |
| 4                | 4                  | "Породична сликовница" | Дон Медфорд       | Синопсис: Рик Еделштајн Сценарио: Вилијам Бест и Пол Хјусон              | 5. децембар 1985.  | 14.80                       |
| 5                | 5                  | "Сенка из прошлости"   | Хари Фолк         | Синопсис: Денис Тарнер Сценарио: Вилијам Бест и Пол Хјусон               | 12. децембар 1985. | 15.00                       |
| 6                | 6                  | "Подељена кућа"        | Дон Медфорд       | Синопсис: Френк Фурино Сценарио: Вилијам Бест и Пол Хјусон               | 19. децембар 1985. | 14.80                       |
| 7                | 7                  | "На окупу"             | Џером Куртленд    | Синопсис: Френк Фурино Сценарио: Вилијам Бест и Пол Хјусон               | 26. децембар 1985. | 15.90                       |
| 8                | 8                  | "Пали идол"            | Хари Фолк         | Синопсис: Оливер Кларк Сценарио: Вилијам Бест и Пол Хјусон               | 2. јануар 1986.    | 14.60                       |
| 9                | 9                  | "Писмо"                | Дон Медфорд       | Синопсис: Дорис Силвертон Сценарио: Вилијам Бест и Пол Хјусон            | 9. јануар 1986.    | 13.60                       |
| 10               | 10                 | "Преокрет"             | Гвен Арнер        | Синопсис: Чарлс Прат мл. Сценарио: Вилијам Бест и Пол Хјусон             | 16. јануар 1986.   | 13.90                       |
| 11               | 11                 | "Дете четвртка"        | Ким Фридмен       | Синопсис: Рик Еделштајн Сценарио: Вилијам Бест и Пол Хјусон              | 30. јануар 1986.   | 16.80                       |
| 12               | 12                 | "Пакт"                 | Хари Фолк         | Синопсис: Денис Тарнер Сценарио: Вилијам Бест и Пол Хјусон               | 6. фебруар 1986.   | 15.00                       |
| 13               | 13                 | "Фалонин избор"        | Curtis Harrington | Синопсис: Е. Дорис Силвертон Сценарио: Вилијам Бест и Пол Хјусон         | 13. фебруар 1986.  | 15.50                       |
| 14               | 14                 | "Суђење"               | Роберт Ширер      | Синопсис: Доналд Пол Рос Сценарио: Вилијам Бест и Пол Хјусон             | 20. фебруар 1986.  | 16.20                       |
| 15               | 15                 | "Тежина доказа"        | Габријел Бомонт   | Синопсис: Денис Тарнер Сценарио: Вилијам Бест и Пол Хјусон               | 27. фебруар 1986.  | 17.60                       |
| 16               | 16                 | "Кућа мог оца"         | Кертис Харингтон  | Синопсис: Френк В. Фурино Сценарио: Вилијам Бест и Пол Хјусон            | 6. март 1986.      | 17.20                       |
| 17               | 17                 | "Изгнаник"             | Роберт Ширер      | Синопсис: Доналд Пол Рос Сценарио: Вилијам Бест и Пол Хјусон             | 13. март 1986.     | 15.70                       |
| 18               | 18                 | "Свадба"               | Хари Фолк         | Синопсис: Френк В. Фурино Сценарио: Вилијам Бест и Пол Хјусон            | 20. март 1986.     | 19.00                       |
| 19               | 19                 | "Медени месец"         | Гвен Арнер        | Синопсис: Мајкл Шеф и Мериен Касикао Сценарио: Вилијам Бест и Пол Хјусон | 27. март 1986.     | 14.90                       |
| 20               | 20                 | "Двострука опасност"   | Хари Фолк         | Синопсис: Дорис Силвертон Сценарио: Вилијам Бест и Пол Хјусон            | 10. април 1986.    | 14.90                       |
| 21               | 21                 | "Породична ствар"      | Џером Куртленд    | Синопсис: Доналд Пол Рос Сценарио: Вилијам Бест и Пол Хјусон             | 17. април 1986.    | 15.40                       |
| 22               | 22                 | "Обрачун"              | Хари Фолк         | Синопсис: Денис Тарнер Сценарио: Вилијам Бест и Пол Хјусон               | 1. мај 1986.       | 14.10                       |
| 23               | 23                 | "Валцер за годишњицу"  | Ким Фридмен       | Синопсис: Доналд Пол Рос Сценарио: Вилијам Бест и Пол Хјусон             | 15. мај 1986.      | 14.60                       |
| 24               | 24                 | "Шахмат"               | Хари Фолк         | Вилијам Бест и Пол Хјусон                                                | 22. мај 1986.      | 15.90                       |

### 2. сезона (1986−87)
| Бр. еп. (укупно) | Бр. еп. (у сезони) | Наслов                    | Редитељ          | Сценариста                                                    | Премијера           | Гледаност у САД-у (милиони) |
| ---------------- | ------------------ | ------------------------- | ---------------- | ------------------------------------------------------------- | ------------------- | --------------------------- |
| 25               | 1                  | "Призивање олује"         | Хари Фолк        | Вилијам Бест и Пол Хјусон                                     | 24. септембар 1986. | 16.60                       |
| 26               | 2                  | "Без излаза"              | Габријел Бомонт  | Синопсис: Доналд Пол Рос Сценарио: Вилијам Бест и Пол Хјусон  | 25. септембар 1986. | 10.20                       |
| 27               | 3                  | "Џејсонов избор"          | Роберт Ширер     | Синопсис: Френк В. Фурино Сценарио: Вилијам Бест и Пол Хјусон | 2. октобар 1986.    | 10.50                       |
| 28               | 4                  | "Проводаџија"             | Хари Фолк        | Синопсис: Денис Тарнер Сценарио: Вилијам Бест и Пол Хјусон    | 16. октобар 1986.   | 9.20                        |
| 29               | 5                  | "Нешто старо, нешто ново" | Дон Медфорд      | Синопсис: Доналд Пол Рос Сценарио: Вилијам Бест и Пол Хјусон  | 23. октобар 1986.   | 10.70                       |
| 30               | 6                  | "Гала"                    | Гвен Арнер       | Синопсис: Денис Тарнер Сценарио: Вилијам Бест и Пол Хјусон    | 30. октобар 1986.   | 10.00                       |
| 31               | 7                  | "Крвне везе"              | Хари Фолк        | Синопсис: Денис Тарнер Сценарио: Вилијам Бест и Пол Хјусон    | 6. новембар 1986.   | 10.00                       |
| 32               | 8                  | "Обмане"                  | Кертис Харингтон | Синопсис: Керол Саракено Сценарио: Вилијам Бест и Пол Хјусон  | 13. новембар 1986.  | 10.00                       |
| 33               | 9                  | "А дете је четврто"       | Гвен Арнер       | Синопсис: Март Кроли Сценарио: Вилијам Бест и Пол Хјусон      | 27. новембар 1986.  | 9.90                        |
| 34               | 10                 | "Жеља за слободом"        | Хари Фолк        | Синопсис: Денис Тарнер Сценарио: Вилијам Бест и Пол Хјусон    | 4. децембар 1986.   | 12.10                       |
| 35               | 11                 | "Уточиште"                | Дон Медфорд      | Синопсис: Керол Саракено Сценарио: Вилијам Бест и Пол Хјусон  | 11. децембар 1986.  | 11.80                       |
| 36               | 12                 | "Допирање"                | Линда Деј        | Синопсис: Доналд Пол Рос Сценарио: Вилијам Бест и Пол Хјусон  | 18. децембар 1986.  | 10.90                       |
| 37               | 13                 | "Моћни играчи"            | Хари Фолк        | Синопсис: Е. Џефри Смит Сценарио: Вилијам Бест и Пол Хјусон   | 1. јануар 1987.     | 11.90                       |
| 38               | 14                 | "Наследство"              | Ричард Кинон     | Синопсис: Денис Тарнер Сценарио: Вилијам Бест и Пол Хјусон    | 8. јануар 1987.     | 12.10                       |
| 39               | 15                 | "Изрод"                   | Кертис Харингтон | Синопсис: Керол Саракено Сценарио: Вилијам Бест и Пол Хјусон  | 15. јануар 1987.    | 12.00                       |
| 40               | 16                 | "Потера"                  | Брус Билсон      | Синопсис: Дорис Силвертон Сценарио: Вилијам Бест и Пол Хјусон | 22. јануар 1987.    | 13.40                       |
| 41               | 17                 | "Све се руши"             | Ким Фридмен      | Синопсис: Денис Тарнер Сценарио: Вилијам Бест и Пол Хјусон    | 29. јануар 1987.    | 12.70                       |
| 42               | 18                 | "Кривац"                  | Рој Кампанела    | Синопсис: Денис Тарнер Сценарио: Вилијам Бест и Пол Хјусон    | 5. фебруар 1987.    | 13.40                       |
| 43               | 19                 | "Фалонино дете"           | Хари Фолк        | Синопсис: Френк В. Фурино Сценарио: Вилијам Бест и Пол Хјусон | 12. фебруар 1987.   | 13.00                       |
| 44               | 20                 | "Одговор на молитве"      | Роберт Ширер     | Синопсис: Доналд Пол Рос Сценарио: Вилијам Бест и Пол Хјусон  | 26. фебруар 1987.   | 12.00                       |
| 45               | 21                 | "Повратак отписаног"      | Хари Фолк        | Синопсис: Елиот Луис Сценарио: Вилијам Бест и Пол Хјусон      | 5. март 1987.       | 11.00                       |
| 46               | 22                 | "Ђавољи заступник"        | Роберт Ширер     | Синопсис: Март Кроли Сценарио: Вилијам Бест и Пол Хјусон      | 12. март 1987.      | 10.80                       |
| 47               | 23                 | "Издаје"                  | Хари Фолк        | Синопсис: Керол Саракено Сценарио: Вилијам Бест и Пол Хјусон  | 19. март 1987.      | 12.80                       |
| 48               | 24                 | "Слепи пут"               | Ричард Кинон     | Синопсис: Доналд Пол Рос Сценарио: Вилијам Бест и Пол Хјусон  | 25. март 1987.      | 16.00                       |
| 49               | 25                 | "Раскршћа"                | Дон Медфорд      | Вилијам Бест и Пол Хјусон                                     | 26. март 1987.      | 13.60                       |